# Boeing 747-8

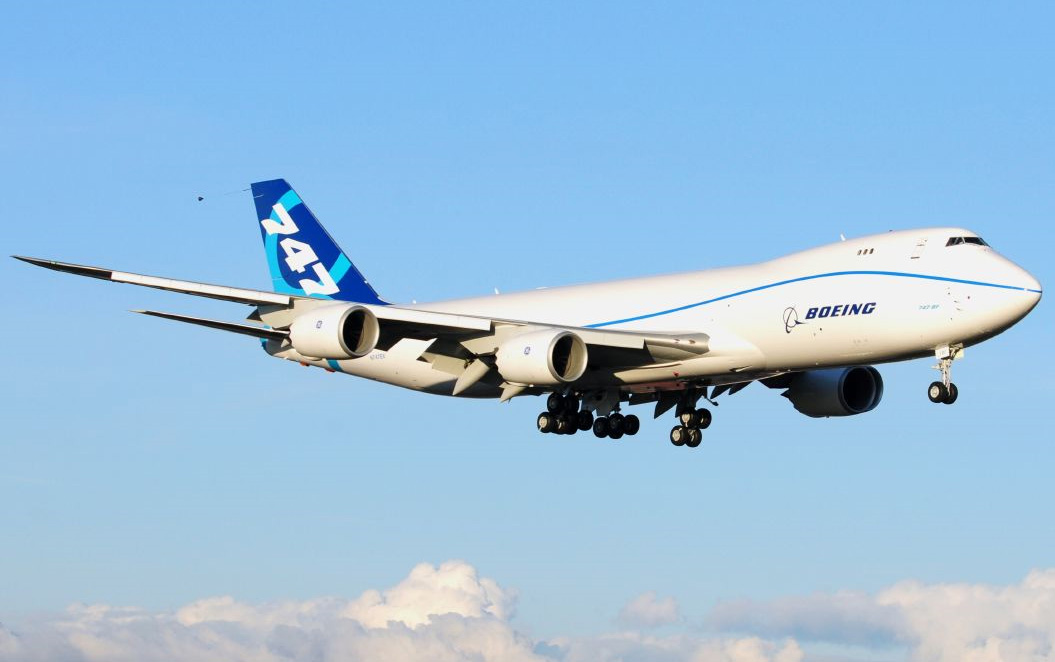
Boeing 747-8F durant el primer vol del 747-8 el 8 de febrer de 2010.

El Boeing 747-8 és un avió de reacció de fuselatge ample desenvolupat per Boeing. L'avió, anunciat oficialment el 2005, és la versió de quarta generació del Boeing 747, amb un fuselatge allargat, ales redissenyades i amb una eficiència millorada. El 747-8 és la versió més gran del 747, l'avió comercial més gran construït als Estats Units i l'avió de passatgers més llarg de tot el món.
El 747-8 s'ofereix en dues variants principals: el 747-8 Intercontinental (747-8I) per a passatgers i el 747-8 Freighter (747-8F) per a transport de mercaderies. El model 747-8F va fer el seu primer vol el 8 de febrer de 2010, mentre que el 747-8I ho va fer el 20 de març de 2011. A data d'agost de 2012, hi havia un total de 106 747-8, incloent 70 de la versió Freighter i 36 de la versió Intercontinental. Els primers lliuraments del 747-8F va ocórrer l'octubre de 2011; els de la versió de passatgers van començar el 2012.